# Stowarzyszenie wędrujących dżinsów 2
Stowarzyszenie wędrujących dżinsów 2 (ang. The Sisterhood of the Traveling Pants 2) – amerykański film komediowy z 2008 roku w reżyserii Sanaa Hamri. Sequel filmu Stowarzyszenie wędrujących dżinsów z 2005 roku.

## Fabuła
Tibby (Amber Tamblyn) i jej przyjaciółki kontynuują swoją podróż ku dorosłości. Dziewczyny wkrótce rozpoczynają pierwszy rok nauki w college'u. Każda z nich zmaga się z jakimiś problemami.

## Obsada
- Amber Tamblyn jako Tibby Rollins
- Alexis Bledel jako Lena Kaligaris
- America Ferrera jako Carmen Lowell
- Blake Lively jako Bridget Vreeland
- Leonardo Nam jako Brian McBrian
- Michael Rady jako Kostas Dounas
- Jesse Williams jako Leo
- Tom Wisdom jako Ian
- Lucy Hale jako Effie Kaligaris
- Rachel Nichols jako Julia Beckwith
- Blythe Danner jako Greta

i inni